# Freesenberg
Als Freesenberg wird eine 222 m ü. NHN hohe Erhebung in Leopoldshöhe im Kreis Lippe in Nordrhein-Westfalen bezeichnet.
Der Berg liegt im Ortsteil Asemissen am Nordrand des Teutoburger Waldes.